# Porta Fabbrica
Porta Fabbrica (o “Fabrica”) è una porta cittadina poi murata nelle mura leonine di Roma. Si trova circa all'inizio dell'attuale via della Stazione Vaticana, a poca distanza da porta Cavalleggeri.
In una mappa risalente al 1551 viene chiamata “porta Fornacum” per la vicinanza con la fornace vaticana, e di questo particolare è rimasta traccia nella toponomastica della zona. 
Stefano Piale la ritiene aperta dall'antipapa Giovanni XXIII contemporaneamente alla porta Pertusa, quindi nel primo quarto del XV secolo. Aggiunge poi che quasi subito fu chiusa da papa Martino V che, data la vicinanza con le porte Pertusa e Turrionis (oggi Cavalleggeri), la riteneva del tutto inutile. Così rimase fino a quando, con papa Paolo III, fu riaperta per facilitare l'ingresso dei materiali di costruzione per i lavori della Fabbrica di San Pietro, per essere poi di nuovo murata alla conclusione dei lavori.
Sulla chiave dell'arco è ancora presente il simbolo del triregno pontificio dal quale pendono due chiavi ai cui lati si leggono le lettere "F" (fabbrica) e "A" (apostolica). 
Attualmente si presenta murata e parzialmente interrata, con a fianco uno stemma di papa Clemente XI che sormonta il simbolo della “Reverenda Fabbrica di San Pietro”, una delle confraternite più potenti dell'epoca in cui venne eretta la basilica e tuttora esistente come ente preposto alla manutenzione del complesso.
A questa porta e, in generale, alla “Fabbrica di San Pietro”, si fa risalire l'origine dell'espressione romana "a ufo" (=gratuito). Le merci che attraversavano la porta indirizzate al cantiere, godevano infatti di franchigia, non pagavano dazio e ogni collo veniva identificato dalle lettere A.U.F. ("ad usum fabricae"). Con il tempo i romani associarono alle tre lettere il concetto di gratuità trasformandolo nel linguaggio corrente nell'espressione "a ufo", “a uffa”, stigmatizzata dal Belli che la allarga al modo di vivere di tutta la Curia romana.